# Walter Ameling (Althistoriker)
Walter Ameling (* 31. März 1958 in Aachen) ist ein deutscher Althistoriker.
Walter Ameling legte 1976 das Abitur am humanistischen Kaiser-Karls-Gymnasium in Aachen ab. Er studierte von 1976 bis 1980 an den Universitäten Aachen, Bonn und Köln die Fächer Klassische Philologie, Alte Geschichte und Archäologie. Seine Promotion mit einer umfangreichen Studie zu Herodes Atticus erfolgte im Jahr 1982 bei Reinhold Merkelbach. Von 1984 bis 1985 war er Wissenschaftlicher Angestellter bei Klaus Bringmann am Seminar für Griechische und Römische Geschichte der Universität Frankfurt am Main. Von 1986 bis 1995 war Ameling Assistent und Oberassistent bei Dieter Timpe am Lehrstuhl für Alte Geschichte der Universität Würzburg. Er habilitierte sich im November 1991 in Würzburg mit der Arbeit Karthago: Studien zu Militär, Staat und Gesellschaft, die 1993 publiziert wurde. Ab Januar 1996 hatte er ein Heisenberg-Stipendium, noch im selben Jahr nahm er einen Ruf auf den Lehrstuhl für Alte Geschichte an der Universität Jena an. Von 2003 bis 2005 war er dort Dekan der Philosophischen Fakultät. Von 2009 bis 2024 war er Alfried Krupp von Bohlen und Halbach-Professor für Alte Geschichte an der Universität zu Köln. Seine Nachfolgerin wurde Dorothea Rohde.
Ameling ist seit 2007 korrespondierendes Mitglied des Deutschen Archäologischen Instituts und ordentliches Mitglied der Akademie gemeinnütziger Wissenschaften zu Erfurt. Er war 2000/1 und 2006/7 member an der School of Historical Studies, Institute for Advanced Study. Zu seinen Forschungsschwerpunkten zählen alle Bereiche der griechischen Geschichte und die griechische Epigraphik.
Ameling ist verheiratet und hat vier Töchter.

## Schriften (Auswahl)
Monographien
- Herodes Atticus (= Subsidia epigraphica. 11, 1–2). 2 Bände (Bd. 1: Biographie. Bd. 2: Inschriftenkatalog.). Olms, Hildesheim u. a. 1983, ISBN 3-487-07376-5 (Bd. 1), ISBN 3-487-07377-3 (Bd. 2), (Zugleich: Dissertation, Universität Köln 1982).
- Karthago. Studien zu Militär, Staat und Gesellschaft (= Vestigia. Bd. 45). Beck, München 1993, ISBN 3-406-37490-5.
- mit Klaus Bringmann und Barbara Schmidt-Dounas: Schenkungen hellenistischer Herrscher an griechische Städte und Heiligtümer. Teil I: Zeugnisse und Kommentare. Akademie-Verlag, Berlin 1995, ISBN 3-05-002274-4.

Herausgeberschaften
- Die Inschriften von Prusias ad Hypium (= Inschriften griechischer Städte aus Kleinasien. Band 27). Habelt, Bonn 1985, ISBN 3-7749-2114-8.
- mit Klaus Zimmermann: Detlef Lotze: Bürger und Unfreie im vorhellenistischen Griechenland. Ausgewählte Aufsätze (= Altertumswissenschaftliches Kolloquium. Band 2). Steiner, Stuttgart 2000, ISBN 3-515-07673-5.
- Märtyrer und Märtyrerakten (= Altertumswissenschaftliches Kolloquium. Band 6). Steiner, Stuttgart 2002, ISBN 3-515-08234-4.
- Inscriptiones Judaicae Orientis. Band 2: Kleinasien (= Texte und Studien zum antiken Judentum. 99). Mohr Siebeck, Tübingen 2004, ISBN 3-16-148196-8.
- mit anderen: Corpus Inscriptionum Iudaeae/Palaestinae. A Multi-lingual Corpus of the Inscriptions from Alexander to Muhammad. (Mitherausgeber seit Band 2)
  - Band 2: Caesarea and the Middle Coast. 1121–2160. de Gruyter, Berlin u. a. 2011, ISBN 978-3-11-022217-3.
  - Band 3: South Coast. 2161–2648. de Gruyter, Berlin u. a. 2014, ISBN 978-3-11-033746-4.
  - Band 4,1: Judaea. Teil 1, De Gruyter, Berlin u. a. 2018, ISBN 978-3-11-053744-4.
  - Band 4,2: Judaea. Teil 2, De Gruyter, Berlin u. a. 2018, ISBN 978-3-11-054364-3.
  - Band 5, 1 u. 2: Galiläa, De Gruyter, Berlin u. a. 2023
- Die Christianisierung Kleinasiens in der Spätantike (= Asia Minor Studien. Band 87). Bonn 2017
- Der historische und kulturelle Kontext der Septuaginta - The Historical and Cultural Context of the Septuagint (= Handbuch zur Septuaginta IV), Gütersloh 2024